# Оборонительный обвод

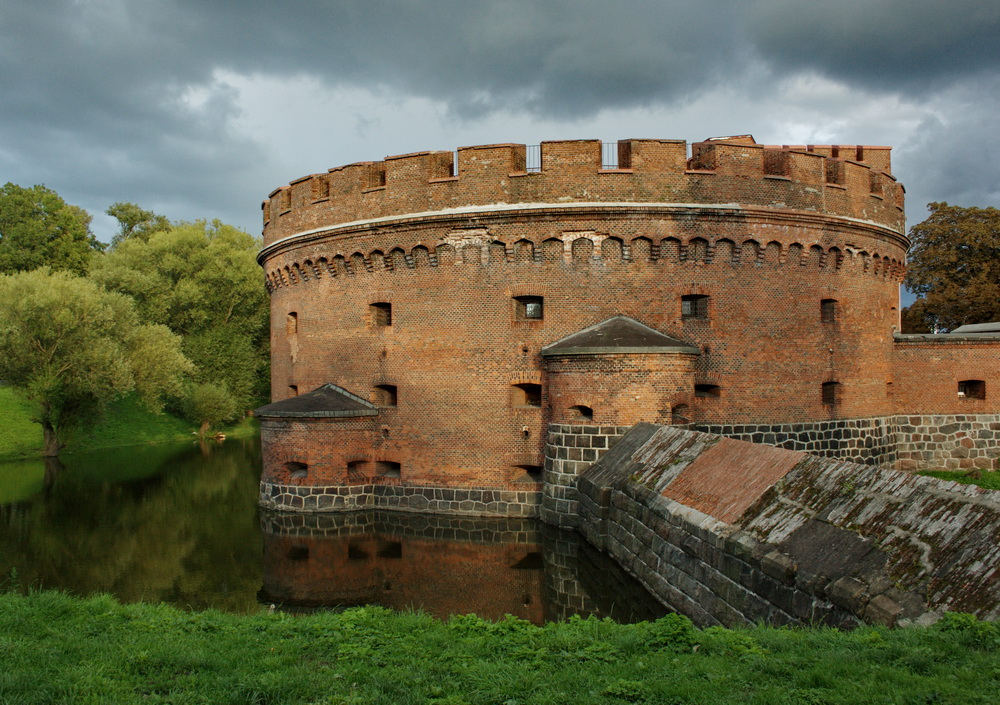
Башня Дона — один из элементов второго стратегического обвода обороны Кёнигсберга

Оборонительный обвод — укреплённая линия, расположенная по периметру какого-либо стратегически ценного объекта или на подступах к нему, при этом особо важные объекты прикрывались несколькими оборонительными обводами, каждый из которых оборудовался в виде оборонительного рубежа.
Обычно оборонительные обводы возводились на подступах к крупным населённым пунктам, военно-морским базам, укреплённым лагерям и т. п. Например, в 1941—1942 годах на подступах к Сталинграду было возведено четыре оборонительных обвода между Доном и Волгой (внешний, средний, внутренний и городской). Хотя их боевая готовность не превышала 40-50 %, им удалось сыграть немаловажную роль в обороне города. В 1945 году, при взятии Берлина советские войска были вынуждены иметь дело с тремя хорошо оснащёнными кольцевыми обводами Берлинского оборонительного района.